# Nové Hrady
Nové Hradyⓘ (niem. Gratzen) – miasto w Czechach, w kraju południowoczeskim.
Według danych z 31 grudnia 2003 powierzchnia miasta wynosiła 7968 ha, a liczba jego mieszkańców 2590 osób.
W mieście znajduje się zamek Nové Hrady oraz stacja kolejowa Nové Hrady.

## Demografia
| Rok             | 1970 | 1980 | 1991 | 2001 | 2003 |
| --------------- | ---- | ---- | ---- | ---- | ---- |
| Liczba ludności | 2373 | 2470 | 2622 | 2602 | 2590 |

Źródło: Czeski Urząd Statystyczny